# Hyundai Palisade
La Hyundai Palisade è un'autovettura di tipo SUV prodotta dalla casa automobilistica sud coreana Hyundai Motor Company a partire dal 2018.
Questo modello è venduto in Asia, Nord America e Oceania.

## Nome
Secondo la Hyundai, il nome Palisade fa riferimento "a una serie di scogliere costiere" presenti nella località balneare di Pacific Palisades a Los Angeles in California.

## Caratteristiche
Presentata al salone di Los Angeles il 28 novembre 2018, la Palisade rimpiazza la Maxcruz (noto anche come Santa Fe XL al di fuori di Corea del Sud) come SUV di grandi dimensioni nel listino Hyundai. Come la vettura che va a sostituire, la Palisade ha tre file di sedili, potendo ospitare fino ad un massimo di otto passeggeri. Con una lunghezza prossima ai 5 metri, è il veicolo più lungo prodotto dal costruttore coreano.
Meccanicamente la vettura è costruita sullo stesso pianale utilizzato in seguito dalla Kia Telluride, condividendo lo schema meccanico a motore anteriore e trazione anteriore/integrale, gran parte della meccanica e le motorizzazioni.
I motori disponibili sono tre: 	
- 3,5 litri Lambda II MPI V6 da 277 CV (benzina);
- 3,8 litri Lambda II a ciclo Atkinson GDI V6 da 295 CV (benzina);
- 2,2 litri R-Line (D4HB) CRDi VGT 4 cilindri in linea (diesel).

Tutte le versioni e le motorizzazioni della Palisade hanno di serie un cambio automatico a 8 marce.

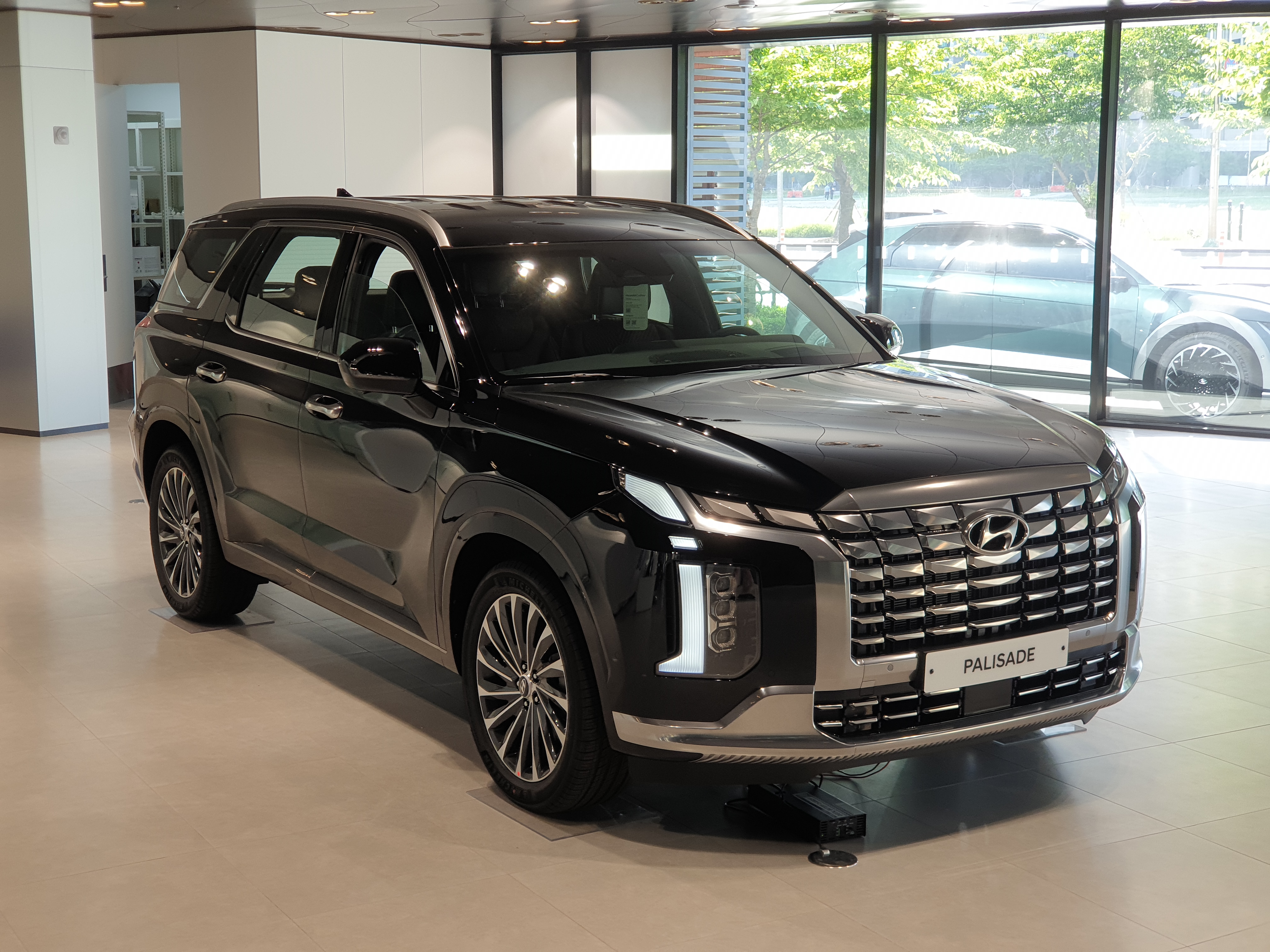
Palisade restyling

Viene prodotta dal 2018 nell'impianto di Ulsan in Corea del Sud, per essere venduta sul mercato asiatico e nordamericano.
All'inizio di febbraio 2020, la Hyundai ha sospeso temporaneamente la produzione della Palisade perché i componenti provenienti dalla Cina non erano più disponibili a causa dell'epidemia di COVID-19.

## Restyling 2022
Il restyling, che ha debuttato al New York International Auto Show il 13 aprile 2022, è caratterizzato da un frontale rivisto con nuova calandra e fari a LED, all'interno da un sistema di infotainment migliorato con display da 12 pollici 
e nella dotazione con l'introduzione del cruise control adattivo. Inoltre è stato migliorato e aumentato lo spessore del materiale fonoassorbente.